# Meiji-Yasuda Seimei Umeda Building
Le Meiji-Yasuda Seimei Umeda Building  (明治安田生命梅田ビル) est un gratte-ciel de 156 mètres de hauteur construit dans l'arrondissement Kita-Ku à Osaka au Japon de 1997 à 2000.
L'immeuble a été conçu par l'agence Nikken Sekkei.